# Aida Kassymalijewa
Aida Kamtschybekowna Kassymalijewa (kirgisisch Аида Камчыбековна Касымалиева; * 7. August 1984 in Osch, Kirgisische Sozialistische Sowjetrepublik) ist eine kirgisische Journalistin, Politikerin und Aktivistin, die sich für Frauenrechte und Gleichberechtigung in Kirgisistan einsetzt. Seit 2022 ist sie Ständige Vertreterin bei den Vereinten Nationen.

## Leben
Kassymalijewa studierte nach dem Schulbesuch in der unabhängigen Republik Kirgisistan an der Universität für Humanwissenschaften Bischkek. 2005 erreichte sie mit Auszeichnung einen Abschluss in Journalismus. Von da an arbeitete sie für verschiedene kirgisische und ausländische Medien, wobei sie bereits früh die Probleme von Frauen in Kirgisistan in den Blick nahm und in zahlreichen Artikeln darstellte. Ihre Themen waren dabei unter anderem Gewalt gegen Frauen, die Praxis des Brautraubs in Kirgisistan (Ala Kachuu), die mangelnde Repräsentation von Frauen in der Politik, die Situation der kirgisischen Gastarbeiter in Russland und der weit verbreitete Alkoholkonsum insbesondere in ländlichen Gebieten. Die Thematisierung dieser Probleme, die in Kirgisistan zu diesem Zeitpunkt kaum Platz in den Medien fanden, brachte Kassymalijewa früh internationale Aufmerksamkeit ein. So wurde sie im Jahr 2006 bei den Developing Asia Journalism Awards für ihre Reportage über Alkoholprobleme unter der weiblichen Landbevölkerung in Kirgisistan ausgezeichnet.
Beachtung fand auch Kassymalijewas journalistische Arbeit zur Situation kirgisischer Gastarbeiter in Russland, die häufig von Ausbeutung und Diskriminierung betroffen sind. Nachdem Aida Kassymalijewa unter anderem für Radio Free Europe in Moskau tätig war, schilderte sie die allgegenwärtige Diskriminierung zentralasiatischer Arbeitsmigranten in der russischen Hauptstadt. Großen Einfluss auf die Arbeit der Journalistin hatte ein Video, das im Februar 2012 über Social Media verbreitet wurde und die Misshandlung einer jungen kirgisischen Frau im russischen Jekaterinburg zeigt. Die Täter bezeichneten sich dabei als kirgisische Patrioten, die die Frau für ein Treffen mit einem Mann tadschikischer Abstammung bestraften. Kassymalijewa nahm die Veröffentlichung des Videos zum Anlass für weitere Recherchen zur Situation der Gastarbeiter und begleitete das Opfer der Gewalttat. In den folgenden Wochen führten mehrere vergleichbare Taten zu einer verstärkten Wahrnehmung der Problematik in der kirgisischen Öffentlichkeit.
Die unter anderem von Kassymalijewa thematisierten Probleme fanden teilweise eine politische Reaktion, beispielsweise wurde eine Frauenquote von 30 % bei der Aufstellung der Wahllisten bei Parlamentswahlen eingeführt, die Praxis des Ala Kachuu verboten und Strafverschärfungen bei Häuslicher Gewalt durchgesetzt. Kassymalijewa kritisierte allerdings die geringe Wirksamkeit dieser Gesetze, da es faktisch nur zu wenigen Verurteilungen im Zusammenhang mit diesen Delikten komme.
Bei der Parlamentswahl in Kirgisistan 2015 kandidierte Kassymalijewa für die Sozialdemokratische Partei Kirgisistans (SDPK). Der Einzug in den Dschogorku Kengesch, das Parlament Kirgisistans, gelang ihr jedoch nicht direkt, da sie als 52. auf der Wahlliste der Partei bei einer Fraktionsstärke von 38 Abgeordneten vorerst anderen Kandidaten den Vortritt lassen musste. Nachdem Kandidaten, die weiter vorne auf der Wahlliste platziert waren, andere politische Ämter übernommen oder ihre Kandidatur zurückgezogen hatten, rückte Kassymalijewa nach und zog auf diese Weise im Jahr 2017 als jüngste Abgeordnete in das kirgisische Parlament ein. Auch im von männlichen Abgeordneten dominierten Parlament machte Kassymalijewa die Probleme von Frauen zu ihrem Hauptthema und stieß damit teilweise auf Ablehnung. Bei einer Debatte zur Gleichstellung der Geschlechter im kirgisischen Parlament verließen zahlreiche Abgeordnete das Parlament. Auch bei Sympathisanten Kassymalijewas sorgte ihr Wechsel in die Politik teilweise für Kritik, da sie als Abgeordnete der SDPK Teil der Regierungskoalition ist und einen gemäßigten politischen Kurs mitträgt.
Im Oktober 2018 war Kassymalijewa an der Aufklärung eines Skandals rund um die damalige Ministerin für Arbeit und Soziales, Taalaikul Isakunova, beteiligt. Die Ministerin hatte ihren Diplomatenpass für private Urlaubsreisen genutzt, was teilweise durch Dokumente belegt werden konnte, die von Kassymalijewa beigebracht wurden. Am 11. Oktober 2018 erklärte die Ministerin infolgedessen ihren Rücktritt. Am 17. Dezember 2018 wurde Kassymalijewa auf Vorschlag der SDPK mit deutlicher Mehrheit zur stellvertretenden Parlamentssprecherin gewählt. Während ihrer Zeit als stellvertretende Sprecherin leitete sie den Parlamentsrat für Frauenrechte und Prävention gegen geschlechtsspezifische Gewalt.
Im Vorfeld der Parlamentswahl in Kirgisistan 2020 verließ Kassymalijewa die SDPK, die durch interne Machtkämpfe geschwächt ist, und unterstütze stattdessen die Partei Birimdik, zu der bereits mehrere Politiker der Sozialdemokratischen Partei gewechselt waren. 2021 war sie kommissarische Parlamentssprecherin.
2022 wurde Aida Kassymalijewa Ständige Vertreterin bei den Vereinten Nationen und überreichte am 15. Februar 2022 UN-Generalsekretär António Guterres ihr Beglaubigungsschreiben.